# Rue Montgolfier
Rue Montgolfier je ulice v Paříži v historické čtvrti Marais. Nachází se ve 3. obvodu. Ulice nese jméno bratrů Montgolfierů.

## Poloha
Ulice vede od křižovatky s Rue Conté a Rue de Turbigo a končí na křižovatce s Rue du Vertbois. Vyznačuje hranici bývalého kláštera Saint-Martin-des-Champs a vede podél Conservatoire national des arts et métiers.

## Historie
Část mezi ulicemi Rue Conté a Rue Ferdinand-Berthoud byla otevřena začátkem roku 1817. Stalo se tak na základě ministerského rozhodnutí ze dne 9. října 1816 v rámci rozvoje tržnice Saint-Martin, kterou ulice ohraničovala z východu, současně s Rue Ferdinand-Berthoud (nyní již neexistující), Rue Borda, Rue Conté a Rue Vaucanson.
Královská vyhláška z 23. července 1817 stanovila prodloužení této ulice až k Rue Vertbois a zmocňovala prefekta, aby zde zajistil výstavbu budov. Ministr vnitra 27. září rozhodl, že se tato veřejná komunikace bude nazývat Rue Montgolfier.